# ALL (banda)
All é uma banda norte-americana de punk rock formada em 1987 em Los Angeles. Atualmente com sede em Fort Collins, Colorado, a banda é formada pelos membros Descendents Bill Stevenson, Karl Alvarez e Stephen Egerton.

## História
Formado no subúrbio de Los Angeles em 1987, a banda All surgiu quando Milo Aukerman, vocalista do Descendents, saiu da banda para fazer sua pós-graduação em bioquímica, forçando a banda a um imprevisto hiatus. 
Os demais membros do Descendents, o guitarrista Stephen Egerton, o baixista Karl Alvarez, e o baterista Bill Stevenson decidiram continuar tocando, e junto ao compositor William Houston, criaram um novo projeto musical, adotando o título do até então último álbum de estúdio dos Descendents (All) como o nome da banda.

## Membros
- Karl Alvarez - baixo (1987–presente)
- Stephen Egerton - guitarrista (1987–presente)
- Bill Stevenson - bateria (1987–presente)
- Scott Reynolds - vocal (1989–1993, 2008–presente)
- Chad Price - vocal (1993–presente)

## Discografia
- Allroy Sez (1988)
- Allroy's Revenge (1989)
- Allroy Saves (1990)
- New Girl, Old Story – Tonyall (1991)
- Percolater (1992)
- Breaking Things (1993)
- Pummel (1995)
- Mass Nerder (1998)
- Problematic (2000)
- Live Plus One (2001)